# Dendrobates auratus
Dendrobates auratus o rana flecha verde y negra es una especie de anfibio anuro de la familia Dendrobatidae muy común en el suelo de los bosques de Centroamérica (desde el sur de Nicaragua) y la parte noroeste de Colombia. Son animales diurnos. Posee una coloración altamente variable. Los diseños pueden ser verdes a verde azulados pero en algunas poblaciones son casi chocolates y cremas, también se pueden hallar albinas, que tienen un color amarillento. Sus patas no poseen membranas. Las hembras pueden medir hasta 4,2 cm y los machos hasta 4 cm.
Temperatura: diurna 25-28 C· nocturna 20-23 C·
Humedad: 80%-100%
Alimentación: Insectívoro
Fotoperiodo: 10-12 horas luz

## Alimentación
Su alimentación se basa en insectos venenosos y no venenosos, al igual que otros miembros del género, pero su veneno lo extrae de pequeños escarabajos y hormigas muy venenosas que habitan en su localización. En cautividad estas ranas son totalmente inofensivas, ya que no poseen ningún tipo de veneno al no alimentarlas con este tipo de insectos. La mirmecofagia ha sido un factor importante en la evolución del secuestro de los alcaloides en la piel y la coloración aposemática en los Dendrobates. Sin embargo se las suele alimentar en cautividad de drosophila, colémbolo o microgrillos debido a que es un alimento fácilmente cultivable en cautividad.

## Reproducción
Las hembras se pelean por los machos y depositan los huevos en la hojarasca, y son los machos los que los atienden. Los renacuajos son cargados en la espalda del macho, usualmente uno a la vez, y depositados en el agua acumulada dentro del hueco de un árbol o entre las hojas de una Bromelia, a veces a varios metros de la superficie del suelo, o en el suelo en una hoja de palma caída. Los renacuajos son caníbales oportunistas y sufren metamorfosis como todos los anuros.